# Бьёрнскинн
Бьёрнскинн (норв. Bjørnskinn) — бывшая коммуна в фюльке Нурланн Норвегии.
Бьёрнскинн был отделен от коммуны Дверберг 1 января 1924 года. На тот момент население коммуны составляло 1 410 жителей.
1 января 1964 года три коммуны Дверберг, Бьёрнскинн и Анденес были снова объединены и образовали новую коммуну Аннёй. Перед Объединением население Бьёрнскинна составляло 1 835 жителей.